# Gangleithöhe
Die Gangleithöhe ist ein 706 m ü. A. hoher Gebirgsübergang in der Gemeinde Gresten-Land im westlichen Niederösterreich. Über den Pass führt die Landesstraße L6170. Während man an der Ostrampe über ein paar Kehren an Höhe gewinnt, ist die Westrampe auf eine Länge von 500 m gerade und relativ steil ausgeführt.